# Une longue journée qui s'achève
Pour plus de détails, voir Fiche technique et Distribution.
Une longue journée qui s'achève (The Long Day Closes) est un film britannique sorti en 1991.

## Fiche technique
- Titre français : The Long Day Closes
- Réalisation et scénario : Terence Davies
- Pays d'origine : Royaume-Uni
- Format : Couleurs - 35 mm - 1,85:1 - Dolby
- Genre : drame
- Durée : 85 minutes
- Date de sortie : 1991

## Distribution
- Marjorie Yates : mère
- Leigh McCormack : Bud
- Anthony Watson : Kevin
- Nicholas Lamont : John
- Ayse Owens : Helen
- Tina Malone : Edna
- Jimmy Wilde : Curly
- Robin Polley : M. Nicholls
- Peter Ivatts : M. Bushell